# Loka-hteik-pan
 (août 2023).
Le Loka-hteik-pan (Monument n° 1580) est un petit temple en briques « ornant le sommet de l’univers », au sud de la vieille ville de Bagan (Birmanie), capitale de l’ancien royaume de Pagan. Comme d’autres temples de l’endroit (Abeyadana, Nagayon), il est ouvert vers le nord.
Ce temple fut probablement construit vers 1100, durant le règne de Kyanzittha (r. 1084-1113). Son plan est présente un porche s’ouvrant sur un court vestibule qui précède le sanctuaire proprement dit, de plan carré, dans lequel est érigée une statue du bouddha Shakyamuni, représenté assis, les jambes croisées dans la position du lotus et touchant la terre de sa main droite pour la prendre à témoin (Bhûmisparsha-mudrā), au moment où il subit les attaques de Mârâ, peu avant  qu'il ne devienne bouddha, c'est-à-dire « éveillé ». La sculpture en briques stuquées et peintes, repose sur un haut piédestal dégagé qui permet la circumambulation.

## Ornementation picturale

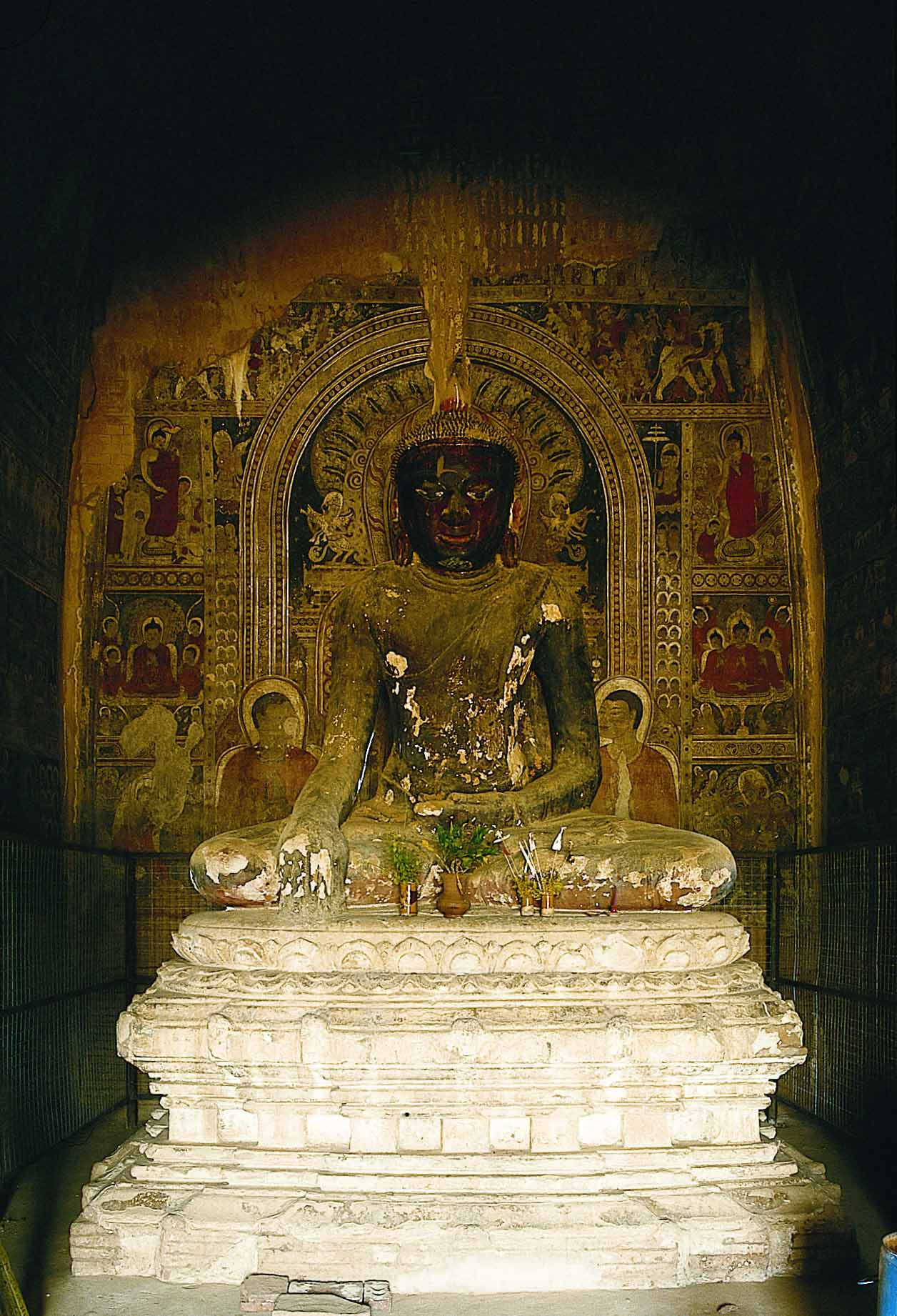
Loka hteik pan, vue intérieure.

Ce moment primordial que fut l’Éveil se trouve au centre d’une composition peinte sur le mur de fond et qui reproduit de manière synthétique la biographie du Bouddha. On reconnait de bas en haut et à la gauche du Bouddha : la reine Māyā donnant naissance au futur Bouddha, le miracle de multiplication des images à ŚrāvastSiddhartha Gautamaī (Sāvatthī) et la descente du ciel des 33 dieux; puis de bas en haut à la droite du Bouddha : la retraite dans la forêt de Pārileyyaka (en), son premier sermon à Sarnath et l’apprivoisement de l’éléphant ivre Nālāgiri (ou Dhanapāla). 
Le mur est dominé par la représentation du décès ou parinirvāna, aujourd’hui en grande partie effacée, et par deux scènes latérales illustrant la dispute concernant le partage des reliques. Quatre stūpa abritant des reliques étaient également peints dans les angles de ce bandeau horizontal. Les deux moines agenouillés peints dans la partie inférieure du mur, vénérant l’image centrale, sont Mogallana et Sariputta, deux des plus fidèles disciples du Bouddha.
Le mur septentrional qui fait face à l’image de culte est orné de la représentation des Vingt-huit bouddhas (les vingt-sept qui ont précédé Siddhartha Gautama, lui-même étant le vingt-huitième) dont les mains forment soit le mudra de prise à témoin de la terre, soit celui de l’enseignement (Vitarka-mudrā) où les deux mains sont jointes, leurs doigts formant deux cercles devant la poitrine. Chaque Bouddha du passé est identifié par une courte inscription et est accompagné de moines le vénérant.
Le mur occidental ainsi que les deux murs du vestibule sont ornés de représentations de jātakas, les histoires des vies antérieures du Bouddha : ce cycle de 547 contes (regroupés en 22 livres) est une source récurrente d'inspiration dans le bouddhisme, et aussi dans l’ornementation iconographique des temples et stūpa de Pagan. Toutefois, le traitement qui en est offert dans le Loka-hteik-pan est unique : les 21 premiers livres sont illustrés dans la partie supérieure du mur occidental par le conte liminaire de chacun d’entre eux. Les huit premiers contes du vingt-deuxième et dernier livre sont détaillés sur plusieurs bandeaux qui se déroulent de haut en bas sur le mur. Les deux derniers jātakas dont le Vessantara Jâtaka, la dernière vie ayant précédé l’existence historique du Buddha, sont repris de manière fort détaillée sur les murs latéraux du vestibule.
Le mur oriental du sanctuaire comporte une représentation du Bouddha montant sur le Mont Meru, localisé au centre de l’univers, et prêchant sa parole à sa mère et aux dieux y résidant. Sous ce panneau, à droite, se trouve la représentation de la rencontre entre Sumedha, un ascète, et le Bouddha Dīpaṅkara qui prédit à ce dernier qu’il sera un jour lui-même Bouddha, à savoir celui que nous nommons le Bouddha Śākyamuni (Sakyamuni, Sakkamuni).
Le plafond du vestibule comporte une représentation des empreintes de pieds du Bouddha, l'empreinte de chaque pied présentant 108 motifs symboliques faisant référence à la dimension cosmique du Bouddha. Les empreintes étant dirigées vers le sanctuaire indiquent d’une certaine façon au fidèle la voie à suivre vers l’objet de culte, à savoir l’image du Bouddha, qui est aussi symbole de l’Éveil marquant l’aboutissement de la quête spirituelle. Cela explique aussi la représentation de la fleur de lotus épanouie à la clef de voûte du sanctuaire : ce motif, hérité de l’art indien, symbolise non seulement le soleil mais aussi l’affranchissement par l’âme des contingences matérielles.

## Architecture
Le sanctuaire de plan carré comporte trois fenêtres ; sa toiture à retraits successifs supporte une tour de plan carré dont la structure et la silhouette arrondie s’inspirent d’un modèle indien, le śikhara. Quatre tourelles, en grande partie restaurées, sont posées aux angles des retraits successifs. Les trois fenêtres sont cernées par un double porche dont les arcs polylobés supportent un rang de languettes de taille croissante. Les murs reposent sur un socle mouluré. L’ensemble du monument a dû être recouvert d’une couche de stuc aujourd’hui en grande partie détruite.